# Levnma
Levnma is een geslacht van kevers uit de familie bladkevers (Chrysomelidae).
De naam van het geslacht werd in 2000, als Martinella, door Medvedev gepubliceerd maar was een junior homoniem van Martinella Jousseaume, 1887, en dus niet geldig. Hüseyin Özdikmen publiceerde in 2008 Levnma als nomen novum (vervangende naam).

## Soorten
- Levnma merkli (Medvedev, 2000)
- Levnma vietnamica (Medvedev, 2000)